# Suga
Min Yoon-gi (în hangul: 민윤기, [miːn juːn'gi], [min iun-ghi]; n. 9 martie 1993, Daegu, Coreea de Sud), cunoscut profesional ca SUGA (în hangul: 슈가, ['ɕugɐ], [șu-ga]) și Agust D, este un rapper, compozitor și producător sud-coreean. În anul 2013 a debutat ca membru al formației BTS, sub Big Hit Entertainment. 

## Nume
Numele de scenă Suga (슈가) este derivat din primele două silabe ale termenului englezesc "shooting guard" (슈팅 가드), poziția pe care acesta a jucat în echipa de baschet când era elev. A adoptat pseudonimul Agust D în 2016 pentru mixtape-ul omonim, devenind alter ego-ul lui în proiectul său solo. Numele este format din inițialele "D.T." (Daegu Town, orașul său natal) și "Suga", scrise invers. Deși este cunoscut după mai multe nume, Suga a declarat că toate îl reprezintă în egală măsură.

## Discografie

### Albume ca membru BTS
| Albume în coreeană  | Albume în japoneză               | An   |
| ------------------- | -------------------------------- | ---- |
| Dark & Wild         | Wake Up                          | 2014 |
| Wings               | Youth                            | 2016 |
| Love Yourself: Tear | Face Yourself                    | 2018 |
| Map of the Soul: 7  | Map of the Soul: 7 – The Journey | 2020 |
| Be                  |                                  | 2020 |

### Albume ca Agust D
Mixtape-uri
- Agust D (2016)
- D-2 (2020)

Albume de studio
- D-Day (2023)

### Colaborări ca SUGA
Single-uri
| Titlu                       | An   | Artiști               | Album             |
| --------------------------- | ---- | --------------------- | ----------------- |
| "Song Request" (신청곡)     | 2019 | Lee So-ra feat. Suga  | single fără album |
| "Suga's Interlude"          | 2019 | Halsey feat. Suga     | Manic             |
| "Eight" (에잇)              | 2020 | IU prod. feat. Suga   | single fără album |
| "Blueberry Eyes"            | 2020 | MAX feat. Suga        | Colour Vision     |
| "My Universe (SUGA Remix)"  | 2021 | Coldplay feat. BTS    | single fără album |
| "Girl of My Dreams"         | 2021 | Juice Wrld feat. Suga | Fighting Demons   |
| "That That"                 | 2022 | Psy prod. feat. Suga  | Psy 9th           |
| "Lilith (Diablo IV Anthem)" | 2023 | Halsey feat. Suga     | single fără album |

### Alte piese nelansate comercial
| Titlu                            | An   | Alți artiști | Ref.        |
| -------------------------------- | ---- | ------------ | ----------- |
| "518-062"                        | 2010 | D-Town       | [ 3 ] [ 4 ] |
| "All I Do Is Win"                | 2012 |              | [ 5 ]       |
| "Adult Child"                    | 2013 | RM, Jin      | [ 6 ]       |
| "Dream Money"                    | 2013 |              | [ 7 ]       |
| "It Doesn't Matter" (싸이하누월) | 2013 | [ 8 ]        |             |
| "Ddaeng" (땡)                    | 2018 | RM, j-hope   | [ 9 ]       |

## Turnee
- Suga Agust D Tour (2023)